# Kirkcaldy
Kirkcaldy (pronúncia fonética: kɪrˈkɔːdi) é a maior cidade da área de Fife, na Escócia. A população da cidade, de acordo com o Censo de 2001 está em torno de 46,912.. Kirkcaldy é conhecida como The Lang Toun (Long Town - cidade longa) na língua escocesa. Tal nome deriva-se da expansão original da cidade como uma fina listra, paralela à costa marítima. Desde então a cidade se desenvolveu mais e mais na direção oposta ao mar, agregando a si comunidades anteriormente distintas, mas também grandes extensões de terra. Assim, o termo "The Lang Toun" é agora somente uma referência ao seu formato histórico.
Acredita-se hoje em dia que o nome Kirkcaldy se derive das palavras do Bretão caer, que significa fortaleza, e caled, que significa dura, e a palavra do Galês dun, que também significa fortaleza . Outras teorias envolvendo a palavra Scots kirk que significa igreja são menos acreditadas hoje em dia.